# Where the Pelican Builds and Other Poems

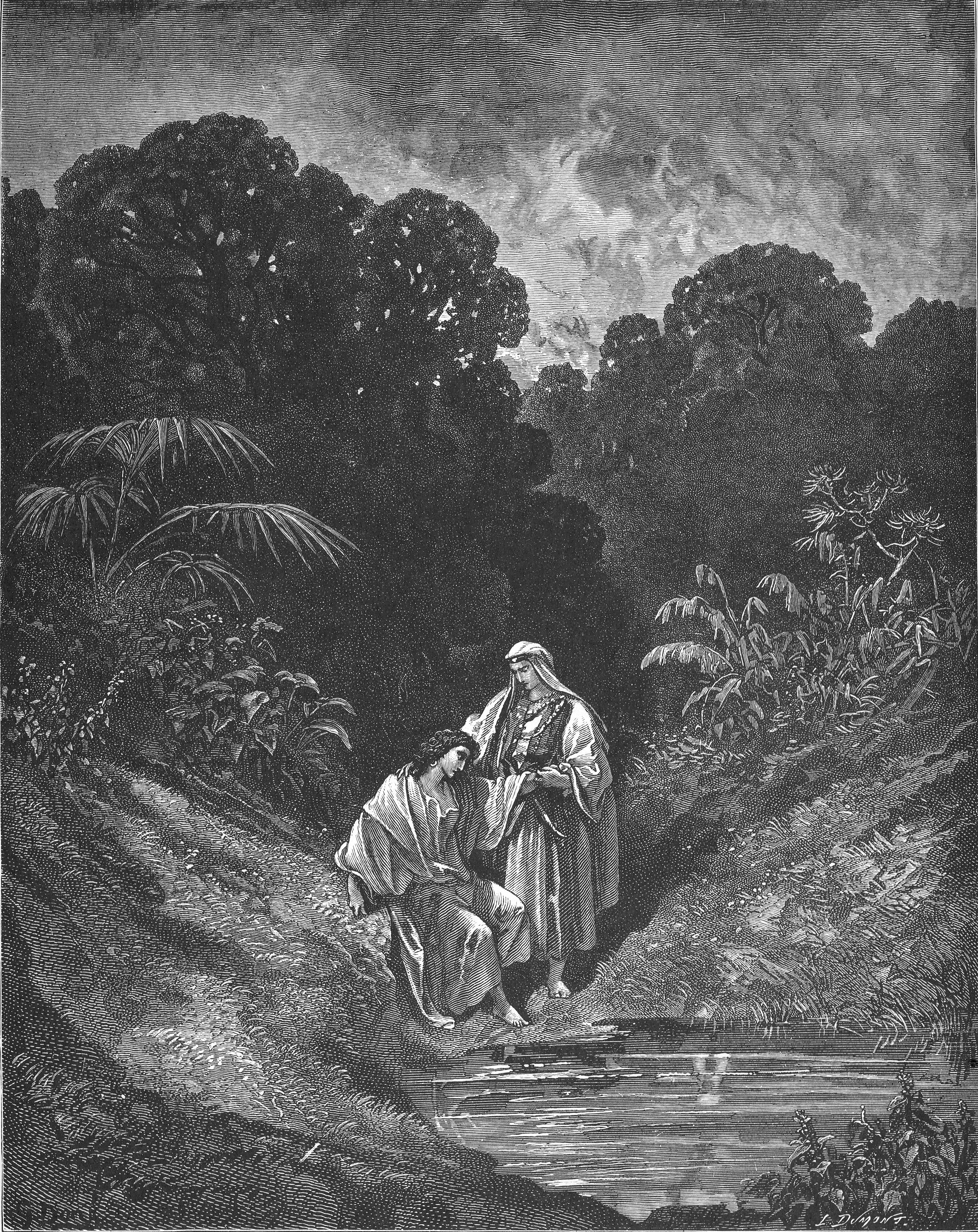
Gustave Doré, Dawid i Jonatan

Where The Pelican Builds and Other Poems – tomik wierszy australijskiej poetki Mary Hannay Foott (1846–1918), opublikowany w Brisbane w 1885. Zawiera między innymi tytułowy wiersz Where the Pelican Builds i oparte na historiach biblijnych utwory David's Lament for Jonathan, At the Fords of Jordan i The Magi to the Star.